# Arrack

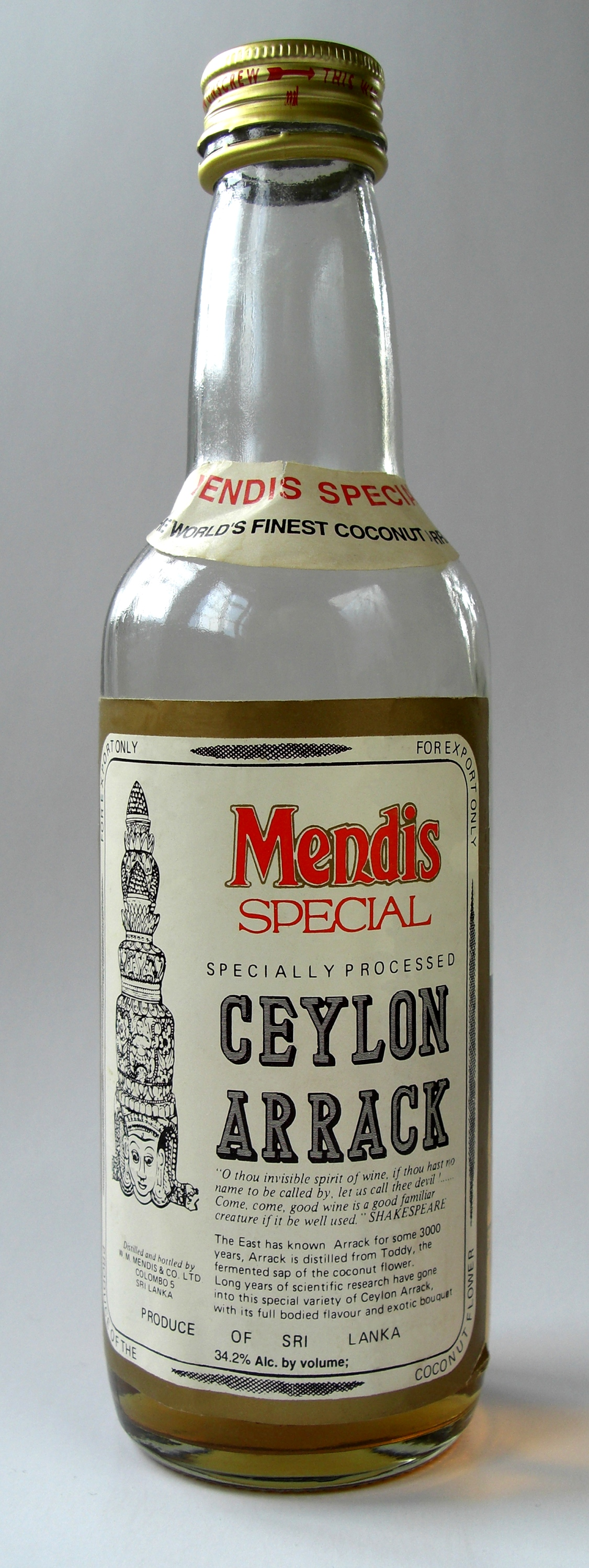
Una ampolla d'arrack de Sri Lanka

Arrack és una beguda alcohòlica que es destil·la principalment al sud i sud-est d'Àsia a base de fruits fermentats, cereals i canya de sucre o del vi de palma fet de la saba de cocoters. L'arrack té típicament un color daurat d'ambre que el distingeix de les begudes transparents i incolores del mitjà orient (àrac). La paraula deriva de l'àrab àraq que significa ‘condensació’.

## Arrack de coco
Una saba lletosa s'extreu de les flors del cocoter abans que s'obrin. La saba es fa fermentar i s'obté el vi de palma. Aquest es destil·la i s'obté un producte amb un grau alcohòlic entre 33 i 50%. L'arrack es pren sol o barrejat amb aigua, ginger ale, beguda de cola, soda i en còctels. A Sri Lanka és la beguda alcohòlica més popular. També es consumeix molt a Indonèsia i les Filipines.